# Анфо
Анфо (итал. Anfo, ломб. Anf) — коммуна в Италии, в провинции Брешиа области Ломбардия.
Население составляет 444 человека (2008 г.), плотность населения составляет 19 чел./км². Занимает площадь 23 км². Почтовый индекс — 25070. Телефонный код — 0365.
Покровителями коммуны почитаются святые апостолы Пётр и Павел, празднование 29 июня.

## Демография
Динамика населения:

## Администрация коммуны
- Официальный сайт: http://www.comune.anfo.bs.it/